# Helen Damrosch Tee-Van
Helen Therese Damrosch Tee-Van (* 26. Mai 1893 in Manhattan, New York City, New York; † 29. Juli 1976 in Danbury, Connecticut) war eine US-amerikanische Tiermalerin, Landschaftsmalerin, naturkundliche Illustratorin und Sachbuchautorin.

## Leben
Helen Damrosch Tee-Van war die Tochter von Frank Heino und Henrietta Hetty Damrosch, geborene Mosenthal, und die Nichte des Komponisten und Dirigenten Walter Damrosch. Ihr Vater war Gründer des Institute of Musical Art an der Juilliard School of Music in New York City und gemeinsam mit seiner Schwester Clara Musikerzieher an der Veltin School for Girls in Manhattan, wo Helen Damrosch zunächst Schülerin war. 1909 verließ sie die Veltin School, setzte jedoch ihre künstlerische Ausbildung fort. Sie studierte bei George de Forest Brush, absolvierte mit einer Gruppe von Kunststudenten einen Anatomielehrgang an der Medical School der Columbia University und war mehrere Jahre lang Mitglied in Jonas Lies Memory Sketch Club. Von 1918 bis 1919 war sie als Ergotherapeutin bei der United States Army tätig.
Damrosch Tee-Van war als Künstlerin an dreizehn Expeditionen des Tropical Research Department der New York Zoological Society nach Südamerika und in die Karibik beteiligt, die von William Beebe geleitet wurden. 1922 und 1924 bereiste sie Britisch-Guayana. Von Juli 1923 bis zu seinem Tod im Jahr 1967 war sie mit John Tee-Van, einen Ichthyologen und damaligen Generaldirektor des Bronx Zoos und des New Yorker Aquariums, verheiratet. Sie nahm an Beebes Arcturus-Oceanographic-Expeditionen 1925 zu den Galapagosinseln und 1927 nach Haiti teil, wo sie Unterwasserskizzen mit Bleistift auf Zinkplatten anfertigte, während sie einen schweren Glas-Taucherhelm in einer Tiefe von ca. 18 m trug. Von 1929 bis 1933 war sie Mitglied bei den Bermuda Oceanographic Expeditions. 1937 schloss Damrosch Tee-Van ihr Studium an der New York School of Display ab.
In den Jahren 1938 und 1939 gestaltete sie Wandmalereien für das Berkshire Museum in Pittsfield, Massachusetts, sowie 1941–1942 für das New York Aquarium und 1949 für den Kinderzoo des Bronx Zoos. Für die New York World’s Fair in den Jahren 1939/1940 schuf sie den Hintergrund für Ausstellungen im Gebäude der New York Zoological Society. Zwischen 1943 und 1947 fertigte sie 16 pädagogische Dioramen für den United Service to China (ehemals United China Relief) an. Ferner entwarf sie Textilien.
1946 nahm Damrosch Tee-Van an einer Expedition zum Nationalpark Rancho Grande (seit 1953 Nationalpark Henri Pittier) in Venezuela teil. 1956, 1960 und 1963 war sie Gastzeichnerin auf William Beebes Anwesen Simla in Trinidad. Weitere Reisen führten sie nach Kanada, Australien und Europa.
Damrosch Tee-Van war darüber hinaus als Illustratorin von Büchern und Artikeln mit Schwerpunkt Naturkunde aktiv. Sie erstellte Farbtafeln für die 14. Auflage der Encyclopaedia Britannica sowie für Collier’s Weekly Encyclopaedia und fertigte Illustrationen für viele wissenschaftliche Zeitschriften an. 1926 schrieb und illustrierte sie ihr Erstlingswerk Red Howling Monkey. 1960 erschien The Trees Around Us, 1963 Insects Are Where You Find Them und 1966 Small Animals Are Where You Find Them.
Sie illustrierte auch Werke von anderen Autoren, darunter A Birthday Greeting and Other Songs von Emily Niles Huyck und Frank Damrosch (1918), Creative Music in the Home von Satis N. Coleman (1927), Reluctant Farmer von Elswyth Thane (1950), Mosquitoes in the Big Ditch von Roger Burlingame (1952), Reptiles Round the World von Clifford H. Pope (1957), Sea Monsters von William H. Knowlton (1959), The Story of the Platypus von Alfred G. Milotte (1959), Imported Insects by Naomi Talley (1961), The Story of the Hippopotamus von Alfred G. Milotte (1964) und The Story of an Alaskan Grizzly von Alfred G. Milotte und Elma Milotte (1969).
Ihre Landschafts- und Unterwassergemälde sowie Seidenentwürfe wurden in zahlreichen Galerien und Museen ausgestellt, darunter in der National Academy of Design und im American Museum of Natural History, im Buffalo Museum of Science, in der Pennsylvania Academy of Fine Arts sowie im Los Angeles County Museum of Art.
Damrosch Tee-Van war Mitglied in der Society of Animal Artists, in der Society of Woman Geographers (darunter von 1945 bis 1948 Vizepräsidentin und Vorsitzende der Ortsgruppe New York), der New York Zoological Society, im China Institute und im Cosmopolitan Club.
Damrosch Tee-Van starb Ende Juli 1976 in einem Krankenhaus in Danbury, Connecticut. Beigesetzt wurde sie in ihrem Wohnort Sherman, Connecticut.